# Тріхоніс
Тріхоніс або Тріхоніда (грец. Τριχωνίδα) — найбільше озеро Греції. Розташоване в номі Етолія і Акарнанія.

## Географія
Займає дно тектонічної улоговини. На півдні та заході берега переважно низинні, місцями заболочені. Сток в річку Ахелоос (басейн Іонічного моря). Площа поверхні 98,6 км², максимальна довжина 19 км, максимальна глибина 58 м. По берегам озера розташовані ліси з тополів і олеандрів. В озері спостерігається велике біологічне різноманіття: більше ніж 200 видів птахів, 50 з яких вважаються рідкісними. В озері є рідкісна риба — грец. Νανογωβιός, яку можна знайти тільки тут.

## Населення
Навколо озера розташовані невеликі поселення. Одним із них є селище Піргос, відоме своїми курортами і апельсинами. В улоговині Тріхоніс розташоване місто Агрініо.